# Doyet
Doyet är en kommun i departementet Allier i regionen Auvergne-Rhône-Alpes i de centrala delarna av Frankrike. Kommunen ligger  i kantonen Montmarault som ligger i arrondissementet Montluçon. År 2022 hade Doyet 1 129 invånare.

## Befolkningsutveckling
Antalet invånare i kommunen Doyet
Referens: INSEE